# Кузей-Мармара
Кузей-Мармара — невелике газове родовище в Туреччині, яке належить до Фракійсько-Галліполійського басейну. Перше офшорне родовище в історії нафтогазової галузі країни.

## Опис
Родовище відкрили у 1988 році внаслідок спорудження самопідіймальною установкою Penrod 58 свердловини Кузей-Мармара-1 завдовжки 1262 метри. При цьому закладена нижче по структурі наступна розвідувальна свердловина Кузей-Мармара-2, яка бурилась з суходолу та мала похилий стовбур завдовжки 1605 метрів, виявилась сухою.
Вуглеводнів пов'язані з вапняковими відкладеннями еоценової формації Soğucak, верхня точка залягання яких знаходиться на глибині 1149 метрів, а товщина складає 65 метрів. Їх пористість становить біля 20 % при проникності від 20 до 200 мілідарсі. У покладі виявився відсутнім водогазовий контакт і подальша розробка не виявила якогось приливу води. Покрівельними породами для резервуара є відкладення формації Ceylan (верхній еоцен), складені з мергелів та туфів. За складом газ родовища містив метан (92,9 %), етан (2,5 %), пропан (1 %), бутани (0,5 %) і пентани (0,2 %). Невуглеводневі компоненти (азот, двоокис вуглецю) становили 3 %.
В межах плану розробки у 1995—1996 роках самопідіймальна установка Orizont спорудила 5 видобувних свердловин: Кузей-Мармара-1/А завглибшки 1277 метрів, а також виведені з тієї ж точки похилі свердловини Кузей-Мармара-3 (довжина 1845 метрів), Кузей-Мармара-4 (1803 метри), Кузей-Мармара-5 (1400 метрів) і Кузей-Мармара-6 (1495 метрів). Над пригирловим майданчиком в районі з глибиною моря 43 метри встановили платформу для розміщення фонтанних арматур. Вона має чотирьох опорну основу (джекет) вагою 482 тони, закріплену чотирма палями вагою по 108 тонн, та надбудову (топсайд) вагою 160 тонн. Із суходолом платформу сполучили двома трубопроводами завдовжки 2,5 км — газопроводом діаметром 200 мм та трубопроводом для гліколю діаметром 50 мм.  Все це дозволило у 1997 році ввести Кузей-Мармара в розробку.
Одночасно із запуском родовища в експлуатацію виник проєкт його перетворення на підземне сховище газу, чому сприяло розташування неподалік від траси магістрального газопроводу Малкочлар — Стамбул. В межах проєкту до 2003-го спорудили ще 6 свердловин (останніми стали Кузей-Мармара-10 та Кузей-Мармара-9Z), при цьому їх починали із розташованого на суходолі майданчику. Хоча початкові видобувні запаси оцінювались у 3,7 млрд м3, проте в 2002 році розробку припинили після вилучення 2,5 млрд м3. Залишений у резервуарі газ мав виконувати роль буферного для майбутнього підземного сховища газу Сіліврі, яке почало роботу в 2007-му.